# Cosmia carnea
Cosmia carnea là một loài bướm đêm trong họ Noctuidae.